# Карасьов Михайло Михайлович
Миха́йло Миха́йлович Карасьо́в (* 4 жовтня 1911, Київ — † 7 вересня 1984, Київ) — радянський український театральний режисер і педагог. Заслужений діяч мистецтв УРСР (1973)., Професор Київського інституту театрального мистецтва (1976).

## Життєпис
1932 року поступив на робітничий факультет Державного музично-драматичного інституту ім. М. Лисенка, 1933 року стає студентом цього інституту, з 1934 — реорганізованого Київського державного театрального інституту. Учителями акторської та режисерської професії були Чабаненко Іван Іванович та Вершилов Борис Ілліч.
1937 року по закінченні навчання залишається в інституті на аспірантурі та власне з того ж року розпочинає педагогічну діяльність. Фактично все своє подальше життя присвятив сценічній педагогіці завідувача кафедри майстерності актора.
З 1940-х й до початку 1960-х років викладав предмет «Сценічна мова», також викладав режисуру драматичного театру.
Був першим в СРСР, хто залучив до дипломного репертуару майбутніх акторів драматичні твори у жанрі мюзиклу. Голова Державної екзаменаційної комісії, ректор Школи-студії МХАТу В. З. Радомисленський високо оцінив цю роботу та, повернувшись до Москви, пропонує викладачам школи-студії наслідувати досвід українських колег.
Серед його робіт:
- 1958 — «Основні риси вчення про словесну дію», Наукові записки Державного інституту театрального мистецтва УРСР імені І. К. Карпенка-Карого,
- 1963 — «К. С. Станіславський і сценічна мова»,
- 1965 — «Мистецтво художнього читання»,
- 1979 — «Глядач у театрі», Київ.

1965 року в четвертому томі п'ятитомної «Театральної енциклопедії», виданої у Москві, в статті «Станіславського система» книжку М. Карасьова подано у переліку літератури, що якнайповніше розкриває зміст системи; у цьому переліку його книжка була єдиним виданням не російською мовою.
1970 року у Навчальному театрі Київського державного інституту театрального мистецтва випустив виставу «Моя чарівна леді» Б. Шоу з музикою Ф. Лоу, котра мала величезний успіх у глядачів.
Серед його доробку — близько 70 праць, що стосуються різноманітних аспектів акторського та режисерського мистецтва, переважно виходили у збірниках.
Його дружина — заслужена артистка України Джигуль Людмила Іванівна, свого часу була його студенткою.
10 жовтня 2011 року у Київському національному університеті театру, кіно і телебачення відбувся вечір пам'яті — до 100-річчя від дня його народження.

## Відомі учні
Український диктор і радіоведучий, театральний режисер, актор і педагог — Микола Іванович Єдомаха.